# Sherobod
Sherobod (uzb. cyr.: Шеробод; ros.: Шерабад, Szerabad) – miasto w południowo-wschodnim Uzbekistanie, w wilajecie surchandaryjskim, na prawym brzegu rzeki Sherobod, siedziba administracyjna tumanu Sherobod. W 1989 roku liczyło ok. 17 tys. mieszkańców. Ośrodek przemysłu włókienniczego i ceramicznego.
Miejscowość otrzymała prawa miejskie w 1973 roku.